# Aphyosemion cyanostictum
Aphyosemion cyanostictum е вид лъчеперка от семейство Nothobranchiidae. Видът е незастрашен от изчезване.

## Разпространение
Разпространен е в Габон, Екваториална Гвинея и Република Конго.

## Описание
На дължина достигат до 6,5 cm.